# Mistrzostwa Europy w Pływaniu 1927 – 100 m stylem dowolnym kobiet
Pływanie na 100 metrów stylem dowolnym kobiet było jedną z konkurencji pływackich rozgrywanych na Mistrzostwach Europy w Pływaniu w Bolonii. Znane są jedynie wyniki wyścigu finałowego. Złoto zdobyła Holenderka Maria Vierdag. Srebro zdobyła Brytyjka Joyce Cooper, debiutantka na zawodach międzynarodowych, zaś trzecie miejsce zdobyła reprezentantka Niemiec Charlotte Lehmann. 

## Finał
| Pozycja | Zawodnik          | Czas   |
| ------- | ----------------- | ------ |
|         | Maria Vierdag     | 1:15,0 |
|         | Joyce Cooper      | 1:15,0 |
|         | Charlotte Lehmann | 1:16,1 |
| 4       | Irene Erkens      | 1:17,3 |
| 5       | Marion Laverty    | 1:17,6 |
| 6       | Marie Braun       | 1:18,0 |